# Volta a Burgos Féminas
A Volta a Burgos Féminas é uma corrida profissional feminina por etapas que se disputa na província de Burgos em Espanha.
É a versão feminina da corrida homónima e foi criada no ano 2015 como corrida amadora sob o nome de Challange Volta a Burgos Féminas. Desde o ano 2019 passou a fazer parte do calendário internacional feminino da UCI com a categoria 2.1 e em 2021 passa a fazer parte do UCI WorldTour Feminino.

## História
Em 2014 criaram-se no Valle de Mena o Troféu Muniadona com início, final e vários passos em Villasana de Mena; e o Grande Prêmio Villarcayo com início, final e vários passos em Villarcayo, ambas pontuáveis para a Copa da Espanha de Ciclismo e com corridas ou classificações para diferentes categorias. Ainda que em diferentes datas.
Estas provas foram predecessoras da Challange Volta a Burgos Féminas criada em 2015 -formato challenge já que a corredoras podem disputar as etapas que queiram ou abandonar podendo sair ao dia seguinte (para aparecer a classificação geral há que finalizar todas)- ou simplesmente Volta a Burgos Feminina, já que uniram as suas datas se disputando o mesmo fim de semana. Na que somente o primeiro deles, o Grande Prêmio Muniadona, é puntuável para a Copa da Espanha de Ciclismo.
A primeira edição em 2015, constou de 2 etapas, as posteriores edições de 2016 a 2018 foram de 3 etapas e em 2019 passou a ter 4 etapas passando a fazer parte do calendário internacional feminino da UCI como concorrência de categoria 2.1.

## Palmarés

### Volta a Burgos Féminas
| Ano                   | Vencedor               | Segundo                  | Terceiro               |           |
| --------------------- | ---------------------- | ------------------------ | ---------------------- | --------- |
| edições amador        |                        |                          |                        |           |
| 2015                  | Belén López            | Gloria Rodríguez Sánchez | Yulia Ilyinykh         |           |
| 2016                  | Mavi García            | Anna Kiesenhofer         | Eider Merino           |           |
| 2017                  | Eider Merino           | Femke Verstichelen       | Roos Hoogeboom         |           |
| 2018                  | Beatriu Gómez Franquet | Henrietta Colborne       | Enara López Gallastegi |           |
| edições profissionais |                        |                          |                        |           |
| 2019                  | Stine Borgli           | Soraya Paladin           | Mavi García            |           |
| 2020                  | cancelado              | cancelado                | cancelado              | cancelado |
| 2021                  | Anna van der Breggen   | Annemiek van Vleuten     | Demi Vollering         |           |
| 2022                  | Juliette Labous        | Évita Muzic              | Demi Vollering         |           |
| 2023                  | Demi Vollering         | Shirin van Anrooij       | Ashleigh Moolman Pasio |           |
| 2024                  | Demi Vollering         | Évita Muzic              | Karlijn Swinkels       |           |
| 2025                  |                        |                          |                        |           |

### Corridas do Challenge
| Ano  | Vencedora Troféu Muniadona (Copa da Espanha de Ciclismo) | Vencedora Grande Prêmio Villarcayo |
| ---- | -------------------------------------------------------- | ---------------------------------- |
| 2014 | Luzia González                                           | Sheyla Gutiérrez                   |
| 2015 | Yulia Ilinykn                                            | Yulia Ilinykn                      |
| 2016 | Mavi García                                              | Ainara Elbusto                     |
| 2017 | Eider Merino                                             | Alicia González                    |

## Palmarés por países
| País          | Vitórias |
| ------------- | -------- |
| Espanha       | 4        |
| Países Baixos | 2        |
| Noruega       | 1        |
| França        | 1        |